# SN 1999ge
SN 1999ge – supernowa typu II odkryta 27 listopada 1999 roku w galaktyce NGC 309. W momencie odkrycia miała maksymalną jasność 17,20m.